# Северовидземский биосферный заповедник
Северовидземский биосферный заповедник (латыш. Ziemeļvidzemes biosfēras rezervāts) — единственная охраняемая природная территория подобного рода в Латвии, расположенная в историческом регионе Видземе.

## История
В марте 1990 года латвийским правительством было принято решение о создании на севере страны в границах современного биосферного заповедника Северовидземского регионального природоохранного комплекса.
Северовидземский биосферный заповедник официально был создан 11 декабря 1997 года и уже 15 декабря был признан охраняемой природной территорией международного значения в рамках программы ЮНЕСКО «Человек и биосфера».